# Inger Gustavsson
Inger Linnéa Gustavsson, född Mattsson 22 juli 1940 i Karl Johans församling i Göteborg, är en svensk specialpedagog och politiker (folkpartist). Hon var ersättare i Sveriges riksdag för Älvsborgs läns norra valkrets en kortare period 1992.